# Luca Martínez Dupuy
 Luca Leovino Martínez Dupuy (San Luis Potosí; 5 de junio de 2001) es un futbolista mexicano de ascendencia argentina. Juega como delantero y su actual equipo es Godoy Cruz de la Primera División de Argentina, donde tiene contrato hasta diciembre del año 2027.

## Vida personal
De padres argentinos, nació en San Luis Potosí, México, debido a que su padre, Nahuel Darío Martínez, jugaba para las inferiores del Real San Luis, también tuvo paso por las inferiores del Club América y el Toluca. Después del paso de su padre por el Real San Luis la familia regresó a Argentina. Ya en la Argentina, Luca jugaría categorías infantiles con Sarmiento de Leones, club de la localidad de Leones, en la Provincia de Córdoba para después llegar a Rosario Central a los 16 años.

## Trayectoria

### Rosario Central
Martínez Dupuy debutó profesionalmente en la victoria de Rosario Central sobre Godoy Cruz por 2-1 en la primera jornada de la Copa de la Liga Profesional 2020 el día 2 de noviembre de 2020, ingresando a los 29 minutos del segundo tiempo de la mano de Cristián "Kily" Gonzalez como entrenador del conjunto rosarino. Marcó su primer gol el día 15 de febrero de 2021 por la fecha 1 de la Copa de la Liga Profesional 2021, partido en el que Central derrotó por 2-1 a Argentinos Juniors en condición de local.
El día 20 de abril de 2021, Luca disputó su primer partido en una competencia internacional, ingresando en el minuto 31 del segundo tiempo del partido en que Rosario Central se enfrentaba a 12 de Octubre de Paraguay por la primera fecha de la Copa Sudamericana 2021; partido en el que Central caería 0-1 de visitante. El 19 de mayo Dupuy marcaría el quinto gol en la victoria de Central 5 a 0 frente a Huachipato de Chile, por la quinta fecha de la misma competencia; significando su primer gol en una competencia internacional.
El 2 de mayo de 2021, durante la victoria 3-0 sobre Newell's Old Boys, se convirtió en el primer mexicano en anotar en el Clásico Rosarino, al convertir el último gol del partido.
El día 4 de abril de 2022, en un entrenamiento, sufrió una rotura del ligamento cruzado de la rodilla derecha. Dos días después fue intervenido quirúrgicamente y de forma exitosa; su recuperación lo dejó fuera de las canchas por toda la temporada 2022. El día 27 de enero de 2023, Luca vuelve a disputar un partido oficial tras más de 9 meses de inactividad, en la victoria 1 a 0 frente a Argentinos Juniors en la primera fecha del Torneo de la LPF 2023 con Miguel Ángel Russo como técnico del canalla.
Durante la temporada 2023 Luca fue suplente en el equipo de Miguel, en el que se encontraba el goleador Alejo Véliz. Dupuy ingresaba en el segundo tiempo de gran parte de los partidos. En la fecha número 13 de la Copa de la Liga Profesional 2023, se volvió a ganar la titularidad tras la lesión de Tobías Cervera en el partido frente a River Plate donde además convirtió el primer gol de la victoria por 3 a 1, convirtiendo tras 21 meses sin hacerlo.
El día 16 de diciembre, "el toro" es titular en la final de la Copa de la Liga Profesional, donde Central vence por 1 a 0 a Platense y logra consagrarse campeón y donde además -tres partidos atrás-, había logrado clasificar a la fase de grupos de la Copa Libertadores 2024. A la semana siguiente, el equipo salió subcampeón del Trofeo de Campeones 2023 tras caer por 2 a 0 frente a River Plate, también en el estadio Madre de Ciudades.

## Selección nacional

### Categorías inferiores

#### Sub-20
Entre el 8 y el 17 de noviembre de 2020 fue citado para la selección mexicana sub-20 para ser evaluado junto a otros futbolistas para preparar un equipo de cara al Campeonato Sub-20 de la Concacaf.

#### Sub-21
En el mes de octubre del año 2021, Martínez Dupuy fue citado a la Selección sub-21 de México para participar de una gira de partidos amistosos por Europa. El día 9 de octubre, debutó con dicha selección en un partido amistoso ante la Selección sub-21 de Rumanía, donde además anotó de penal el tercer gol en la victoria de la selección mexicana por 3 a 1. El 11 de octubre, anotó en el minuto 14, en otro partido amistoso, el primer gol del encuentro que terminó con victoria por 2-0 ante Selección sub-21 de Suecia.

#### Sub-23
El día 25 de mayo, Rosario Central confirmó a través de sus redes sociales, que Luca fue convocado por la Selección sub-23 de México para disputar el Torneo Maurice Revello (ex Esperanzas de Toulon) a disputarse del 5 al 18 de junio en Francia. El 6 de junio, debutó con esta categoría la victoria de México por 2 a 1 a la selección mediterránea, encuentro correspondiente a la fecha 1 del grupo C de dicho torneo. El 9 de junio, marcó los últimos dos goles en la goleada por 4 a 0 frente a Catar, sentenciando el pase a semifinales de El Tri. La selección de México logró llegar a la final del torneo, donde cayó por 4 a 1 frente a la sub-23 de Panamá, quedando como subcampeones del torneo. Martínez Dupuy jugó los cinco partidos (de titular) que la selección mexicana disputó en el torneo.
En mayo del año 2024, Luca es citado nuevamente para la selección Sub-23 de México de cara al torneo Esperanzas de Toulon, donde "la tri" había conseguido el subcampeonato en la edición anterior. 

### Selección mayor
El día 31 de mayo de 2024, la Selección de fútbol de México realiza un enfrentamiento amistoso frente a sus pares de Bolivia. Dicho partido se incluye en una gira de encuentros amistosos con el objetivo de preparar el plantel para la Copa América 2024. La selección incluyó varios juveniles Sub-23 para el partido que finalizó con victoria mexicana por 1 a 0. Martínez Dupuy ingresó en el minuto 76 del partido en lugar de Alberto Herrera Rodríguez, debutando así, en la selección mayor del país.

## Clubes
| Club            | País      | Año         |
| --------------- | --------- | ----------- |
| Rosario Central | Argentina | 2020 - 2025 |
| Godoy Cruz      | Argentina | 2025 - act. |

### Estadísticas
Actualizado al 14 de agosto del 2025.
| Club | Div.          | Temporada     | Liga  | Liga  | Liga   | Copas Nacionales (1) | Copas Nacionales (1) | Copas Nacionales (1) | Copas Internacionales (2) | Copas Internacionales (2) | Copas Internacionales (2) | Total | Total | Total  |
| Club | Div.          | Temporada     | Part. | Goles | Asist. | Part.                | Goles                | Asist.               | Part.                     | Goles                     | Asist.                    | Part. | Goles | Asist. |
| --- | ------------- | ------------- | ----- | ----- | ------ | -------------------- | -------------------- | -------------------- | ------------------------- | ------------------------- | ------------------------- | ----- | ----- | ------ |
| Rosario Central Argentina | 1.ª           | 2020-21       | —     | —     | —      | 8                    | 0                    | 0                    | —                         | —                         | —                         | 8     | 0     | 0      |
| Rosario Central Argentina | 1.ª           | 2021          | 15    | 2     | 1      | 9                    | 3                    | 0                    | 8                         | 1                         | 1                         | 32    | 6     | 1      |
| Rosario Central Argentina | 1.ª           | 2022          | 0     | 0     | 0      | 7                    | 1                    | 0                    | —                         | —                         | —                         | 7     | 1     | 0      |
| Rosario Central Argentina | 1.ª           | 2023          | 9     | 0     | 0      | 15                   | 2                    | 0                    | —                         | —                         | —                         | 24    | 2     | 0      |
| Rosario Central Argentina | 1.ª           | 2024          | 9     | 2     | 0      | 10                   | 2                    | 0                    | 5                         | 0                         | 0                         | 24    | 4     | 0      |
| Rosario Central Argentina | 1.ª           | 2025          | 1     | 0     | 0      | 0                    | 0                    | 0                    | —                         | —                         | —                         | 1     | 0     | 0      |
| Rosario Central Argentina | Total club    | Total club    | 34    | 4     | 1      | 49                   | 8                    | 0                    | 13                        | 1                         | 1                         | 96    | 13    | 2      |
| Godoy Cruz Argentina | 1.ª           | 2025          | 17    | 2     | 1      | 1                    | 0                    | 0                    | 5                         | 2                         | 0                         | 23    | 4     | 1      |
| Godoy Cruz Argentina | Total club    | Total club    | 17    | 2     | 1      | 1                    | 0                    | 0                    | 5                         | 2                         | 0                         | 23    | 4     | 1      |
| Total carrera | Total carrera | Total carrera | 51    | 6     | 2      | 50                   | 8                    | 0                    | 18                        | 3                         | 1                         | 119   | 17    | 3      |
| (1) Incluye Copa Argentina, Copa de la Liga Profesional y Trofeo de Campeones. (2) Incluye Copa Sudamericana y Copa Libertadores. |               |               |       |       |        |                      |                      |                      |                           |                           |                           |       |       |        |

### Selección
Actualizado al 14 de junio del 2024.
| Selección                          | Año               | Amistosos(1) | Amistosos(1) | Amistosos(1) | Eliminatorias | Eliminatorias | Eliminatorias | Mundial / JJ. OO. | Mundial / JJ. OO. | Mundial / JJ. OO. | Copa Oro de la Concacaf | Copa Oro de la Concacaf | Copa Oro de la Concacaf | Total | Total | Total  |
| Selección                          | Año               | Part.        | Goles        | Asist.       | Part.         | Goles         | Asist.        | Part.             | Goles             | Asist.            | Part.                   | Goles                   | Asist.                  | Part. | Goles | Asist. |
| ---------------------------------- | ----------------- | ------------ | ------------ | ------------ | ------------- | ------------- | ------------- | ----------------- | ----------------- | ----------------- | ----------------------- | ----------------------- | ----------------------- | ----- | ----- | ------ |
| Sub-21 · México                    | 2021              | 2            | 2            | 0            | -             | -             | -             | -                 | -                 | -                 | -                       | -                       | -                       | 2     | 2     | 0      |
| Sub-21 · México                    | Total             | 2            | 2            | 0            | -             | -             | -             | -                 | -                 | -                 | -                       | -                       | -                       | 2     | 2     | 0      |
| Sub-23 · México                    | 2023              | 5            | 2            | 1            | -             | -             | -             | -                 | -                 | -                 | -                       | -                       | -                       | 5     | 2     | 1      |
| Sub-23 · México                    | 2024              | 5            | 1            | 1            | -             | -             | -             | -                 | -                 | -                 | -                       | -                       | -                       | 5     | 1     | 1      |
| Sub-23 · México                    | Total             | 10           | 3            | 2            | -             | -             | -             | -                 | -                 | -                 | -                       | -                       | -                       | 10    | 3     | 2      |
| Absoluta · México                  | 2024              | 1            | 0            | 0            | -             | -             | -             | -                 | -                 | -                 | -                       | -                       | -                       | 1     | 0     | 0      |
| Absoluta · México                  | Total             | 1            | 0            | 0            | -             | -             | -             | -                 | -                 | -                 | -                       | -                       | -                       | 1     | 0     | 0      |
| Total selecciones                  | Total selecciones | 13           | 5            | 2            | -             | -             | -             | -                 | -                 | -                 | -                       | -                       | -                       | 13    | 5     | 2      |
| (1) Incluye Torneo Maurice Revello |                   |              |              |              |               |               |               |                   |                   |                   |                         |                         |                         |       |       |        |

## Palmarés

### Campeonatos Nacionales
| Título          | Equipo          | Año  |
| --------------- | --------------- | ---- |
| Copa de la Liga | Rosario Central | 2023 |